# The Meyerowitz Stories
The Meyerowitz Stories, noto anche con il titolo The Meyerowitz Stories (New and Selected), è un film del 2017 scritto e diretto da Noah Baumbach.
Del film, presentato per la prima volta al Festival di Cannes 2017 e incentrato su una famiglia disfunzionale newyorkese di origine ebraica, fanno parte del cast principale Adam Sandler, Ben Stiller, Emma Thompson e Dustin Hoffman.

## Trama
La famiglia allargata dei Meyerowitz è in procinto di riunirsi per partecipare ad una retrospettiva del patriarca Harold, un tempo scultore di successo. La strampalata famiglia è composta da Maureen, svampita quarta moglie di Harold con il vizio del bere, e i tre figli nati da matrimoni differenti; Danny, Matthew e Jean. Ben presto riemergono le dinamiche familiari, le frustrazioni e i rancori mai sepolti.

## Distribuzione
Il film è stato presentato in anteprima e in concorso al Festival di Cannes 2017 il 21 maggio 2017, ed è stato distribuito il 13 ottobre 2017 su Netflix, in tutti i territori in cui il servizio è disponibile. Negli Stati Uniti il film è stato distribuito anche in un numero limitato di cinema.

## Riconoscimenti
- 2017 - Festival di Cannes
  - In competizione per la Palma d'oro